# Ferran Grau Brescó
Ferran Grau Brescó   (Lleida, 1982) és un escriptor i periodista català. És llicenciat en Periodisme per la Universitat Autònoma de Barcelona. Ha treballat en ràdio per a Cadena SER, RAC1 i RNE, entre altres mitjans. El 2025 va guanyar el Premi Finestres de narrativa en català amb la novel·la Hiperràbia.

## Obra publicada

### Novel·les
- Dues cicatrius (Capital Books, 2016)
- Cazeneuve i la revenja dels desvalguts (Capital Books, 2018), conjuntament amb Oriol Molas
- Cazeneuve i les clavegueres de la ciutat (Capital Books, 2019), conjuntament amb Oriol Molas
- L’hivern del coiot (Crims.cat, 2020)[4]
- Hiperràbia (Angle Editorial, 2024)[5]

### No ficció
- I jo, què pinto aquí? (Bcnpress, 2008)[6]
- La nit dels ignorants 2.0 (Angle Editorial, 2013)[6]

## Premis i reconeixements
- Premi Finestres de narrativa en català 2024 per Hiperràbia[3]